# Банти, Лука
Лука Банте (итал. Luca Banti; 27 марта 1974 года, Ливорно, Италия) — футбольный судья, обслуживает матчи чемпионата Италии, Лиги чемпионов УЕФА и Лиги Европы УЕФА. С 2009 года арбитр ФИФА.

## Карьера
Начал заниматься судейством в 1991 году. Сезон 1999—2000 годов отработал в Серии D.
С 2000 по 2004 годы обслуживает матчи Серий С1 и С2. Со следующего сезона Банте уже судит матчи Серии В, а в 2005 году дебютирует в Серии А. Свой первый матч в высшем дивизионе Италии отсудил 29 мая 2005 года между командами «Ювентус» и «Кальяри».
Первый международный матч отсудил 23 июля 2009 года, матч Лиги Европы УЕФА между клубами «Лахти» и «Горица».
С сезона 2010/2011 Лука Банте становится постоянным арбитром Серии А.
В 2014 году стал обладателем приза лучшего арбитра Италии — Премии Джованни Мауро.

## Матчи национальных сборных
| Год  | Сборная                       | Счет  | Турнир                    | Предупреждён | Yellow card · Yellow-red card · Друга на · Вилучений | Red card |
| ---- | ----------------------------- | ----- | ------------------------- | ------------ | ---------------------------------------------------- | -------- |
| 2009 | Мальта — Кабо-Верде           | 0 — 2 | Товарищеский матч         | 3            | 0                                                    | 0        |
| 2010 | Исландия — Норвегия           | 1 — 2 | Квалификация ЧЕ 2012      | 2            | 0                                                    | 0        |
| 2011 | Сан-Марино — Лихтенштейн      | 0 — 1 | Товарищеский матч         | 2            | 0                                                    | 0        |
| 2011 | Уэльс — Черногория            | 2 — 1 | Квалификация ЧЕ 2012      | 6            | 0                                                    | 0        |
| 2013 | Уэльс — Хорватия              | 1 — 2 | Квалификация ЧМ 2014      | 4            | 0                                                    | 0        |
| 2014 | Босня и Герцеговина — Бельгия | 1 — 1 | Квалификация ЧЕ 2016      | 1            | 0                                                    | 0        |
| 2015 | Швейцария — США               | 1 — 1 | Товарищеский матч         | 0            | 0                                                    | 1        |
| 2015 | Швеция — Молдавия             | 2 — 0 | Квалификация ЧЕ 2016      | 0            | 0                                                    | 0        |
| 2018 | Россия — Швеция               | 0 — 0 | Лига наций УЕФА 2018/2019 | 4            | 0                                                    | 0        |

## Ссылка
- Профиль на eu-football  (англ.)
- Профиль на worldfootball  (англ.)
- Профиль на gazzetta  (итал.)
- Профиль на worldreferee  (англ.)